# Aéroport de Fort Yukon
Fort Yukon Airport est un aéroport public situé dans la ville de Fort Yukon, dans la région de recensement de Yukon-Koyukuk de l'État américain de l'Alaska.

## Installations
L'aéroport de Fort Yukon occupe une superficie de 106 hectares et possède une piste en gravier orientée 4/22 mesurant 1524 métres.

## Compagnies et destinations
Les compagnies aériennes suivantes offrent un service passagers régulier sur cet aéroport:
| Compagnies              | Destinations                                                                     |
| ----------------------- | -------------------------------------------------------------------------------- |
| Everts Air (en)         | Fairbanks                                                                        |
| Wright Air Service (en) | Arctic Village (en), Birch Creek (en), Chalkyitsik (en), Fairbanks, Venetie (en) |

Avant sa faillite et la cessation de toutes ses opérations, Ravn Alaska desservait l'aéroport.

### Statistiques
| Rang | Ville          | Aéroport                            | Passagers |
| ---- | -------------- | ----------------------------------- | --------- |
| 1    | Fairbanks      | Aéroport international de Fairbanks | 5450      |
| 3    | Venetie        | Aéroport de Venetie (en)            | 230       |
| 2    | Chalkyitsik    | Aéroport de Chalkyitsik (en)        | 300       |
| 4    | Arctic Village | Aéroport d'Arctic Village (en)      | 110       |
| 5    | Birch Creek    | Aéroport de Birch Creek (en)        | 110       |